# Ojciec panny młodej II
Ojciec panny młodej II (ang. Father of the Bride Part II) – amerykański film komediowy z 1995 roku w reżyserii Charlesa Shyera. Film jest kontynuacją historii rodziny Banksów przedstawionej w roku 1991 w filmie Ojciec panny młodej.

## Fabuła
W poprzedniej części rodzina Banksów powiększyła się o nowego członka rodziny, Briana MacKenziego – przyszłego męża Annie, córki Banksów. W tej części Annie spodziewa się dziecka. Wydarzenie to jest szczególnie trudnym przeżyciem dla George’a Banksa, który musi się przygotować emocjonalnie do roli przyszłego dziadka oraz ponownie do roli ojca, gdyż jego żona również spodziewa się dziecka. Wydarzenia te są dla George’a źródłem życiowych refleksji. Oboje dzieci przychodzi na świat w tym samym czasie.

## Obsada[2]
- Steve Martin – George Banks
- Diane Keaton – Nina Banks
- Kimberly Williams–Paisley – Annie Banks–MacKenzie
- George Newbern – Bryan MacKenzie
- Kieran Culkin – Matty Banks
- Martin Short – Franck Eggelhoffer
- BD Wong – Howard Weinstein
- Peter Michael Goetz – John MacKenzie
- Kate McGregor–Stewart – Joanna MacKenzie
- Ann Walker – pielęgniarka
- Hallie Meyers–Shyer – Annie (7 lat)
- Jane Adams – dr Megan Eisenberg
- Adrian Canzoneri – Justin

## Nagrody i nominacje
Złote Globy 1995
- Najlepszy aktor w komedii lub musicalu – Steve Martin (nominacja)[3]